# Kopań, West Pomeranian Voivodeship
Kopań [ˈkɔpaɲ] (trước đây là Kopahn của Đức) là một ngôi làng thuộc khu hành chính của Gmina Darłowo, thuộc hạt Sławno, West Pomeranian Voivodeship, ở phía tây bắc Ba Lan. Nó nằm khoảng 5 kilômét (3 mi)  phía bắc Darłowo, 20 km (12 mi) phía tây bắc Sławno và 168 km (104 mi) về phía đông bắc của thủ đô khu vực Szczecin.
Trước năm 1945, khu vực này là một phần của Đức. Đối với lịch sử của khu vực, xem Lịch sử của Pomerania.
Ngôi làng có dân số 132 người.
Trong thời kỳ Cộng sản, một nhà máy điện hạt nhân đã được đề xuất gần làng, cùng với hai nhà máy khác tại Zarnowiec và Lubiatowo. Tuy nhiên, nhà máy hạt nhân ở Kopan và lobiatowo không bao giờ thành hiện thực, và nhà máy gần Zarnowiec đã bị hủy bỏ và bỏ hoang khoảng nửa chừng khi xây dựng.